# Zircon
Zircon (bao gồm hyacinth hoặc zircon vàng) là một khoáng vật thuộc nhóm silicat đảo. Tên hóa học là zirconi silicat, công thức hóa học ZrSiO4. Công thức thực nghiệm chỉ ra một vài sự thay thế của zircon là (Zr1-y, Nguyên tố hiếmy)(SiO4)1-x(OH)4x-y. Zircon kết hợp silicat nóng chảy, một số nguyên tố không cô đặc không trộn lẫn khác và tiếp nhận các nguyên tố có sức bền trường cao để tạo thành kết cấu của nó. Ví dụ, hafni luôn tồn tại theo tỉ lệ từ 1 đến 4%. Kết cấu tinh thể của zircon là hệ tinh thể bốn phương. Màu sắc tự nhiên của zircon đa dạng từ không màu, vàng kim, đỏ, nâu, xanh, và xanh lá. Mẫu vật không màu có giá trị như đá quý được sử dụng rộng rãi thay thế cho kim cương; các mẫu vật này còn được gọi là "kim cương Matura".
Tên gọi "zircon" có thể xuất phát từ tiếng Siri cổ ܙܐܪܓܥܢܥ zargono,, từ tiếng Arap zarqun (زرقون), nghĩa là màu đỏ son, hoặc từ tiếng Ba Tư zargun (زرگون), có nghĩa là màu vàng. Những từ này được biến đổi thành "jargoon", một thuật ngữ áp dụng cho màu sắc sáng của zircon. Từ tiếng Anh "Zircon" được bắt nguồn từ tiếng Đức "Zirkon", xuất xứ từ các từ trên. Zircon màu vàng được gọi là "hyacinth", từ loài hoa hyacinthus, tên gọi bắt nguồn từ Hy Lạp cổ đại; ở thời kì Trung Cổ tất cả các loại đá màu vàng có nguồn gốc Đông Ấn được gọi là hyacinth, nhưng ngày nay thuật ngữ này chỉ dùng để chỉ zircon màu vàng.

## Tính chất

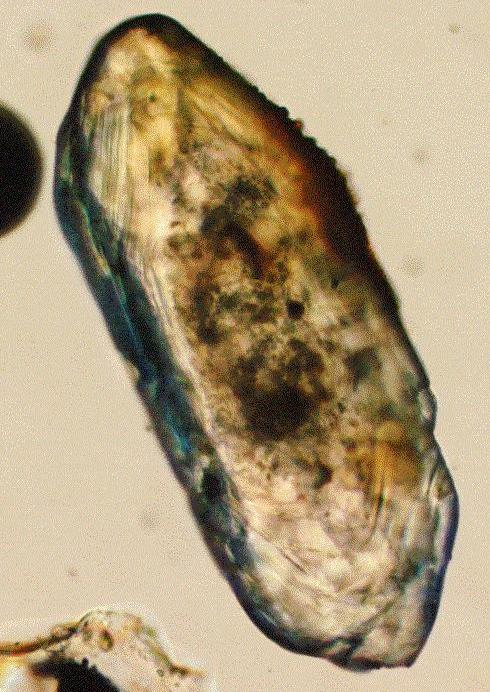
Ảnh phóng đại quang học; chiều dài của tinh thể tầm 250 µm

Zircon là một khoáng vật đáng chú ý, chỉ tính riêng việc nó gần như có mặt ở khắp mọi nơi trên vỏ Trái Đất. Nó tồn tại trong đá mácma (ở dạng khoáng vật nguyên sinh), trong đá biến chất và trong đá trầm tích (ở dạng hạt vụn). Tinh thể zircon lớn thường rất hiếm, ví dụ như trong đá granit, kích thước của nó chỉ khoảng 0,1 – 0,3 mm, nhưng chúng có thể đạt đến kích cỡ vài centimet, đặc biệt trong pegmatite.
Một số zircon chứa trong nó uranium và thori làm cho chúng chịu đựng quá trình phóng xạ bên trong dẫn đến phá vỡ ô mạng. Điều này giải thích phần nào tính chất rất phong phú của zircon. Khi zircon bị thay đổi nhiều hơn bởi phong xạ, tỷ trọng của nó giảm, cấu trúc tinh thể bị biến dạng, và màu sắc thay đổi.
Zircon là một khoáng vật phụ quan trọng trên thế giới. Những nơi tồn tại đáng chú ý bao gồm: Úc; Nga(dãy Uran); Trentino, Monte Somma, và Vesuvius, Ý; Arendal, Na Uy; Sri Lanka; Ấn Độ; Indonesia: Java, Kalimantan, Sulawesi; Thái Lan; Ratanakiri, Campuchia; mỏ Kimberley, Cộng hòa Nam Phi; Madagascar; Renfrew County, Ontario, và Grenville, Quebec, Canada; Litchfield, Maine; Chesterfield, Massachusetts; Essex, Orange, and hạt St. Lawrence, New York; hạt Henderson, North Carolina; quận Pikes Peak của Colorado; hạt Llano, Texas ở Mỹ. Úc dẫn đầu thế giới về khai thác zircon; sản xuất 37% sản lượng tổng cộng của thế giới và chiếm 40% của tài nguyên dùng trong lĩnh vực kinh tế của thế giới. Thorit (ThSiO4) là một khoáng vật có cấu trúc tương tự.
Zircon tồn tại ở rất nhiều màu khác nhau, bao gồm đỏ, hồng, nâu, vàng, nâu nhạt, đen hoặc không màu. Màu sắc của zircon đôi khi có thể bị thay đổi bởi quá trình xử lý nhiệt. Tùy thuộc vào lượng nhiệt, người ta có thể tạo ra các loại zircon không màu, xanh, và vàng kim. Trong điều kiện địa chất, sự tiến triển của zircon màu hồng, đỏ và tía xảy ra sau hàng trăm triệu năm, tinh thể chứa lượng đủ các kim loại chuyển tiếp để tạo ra màu như vậy. Dãy màu đỏ đến hồng được tôi luyện trong các quá trình địa chất với nhiệt độ trên 350 °C.

## Sử dụng

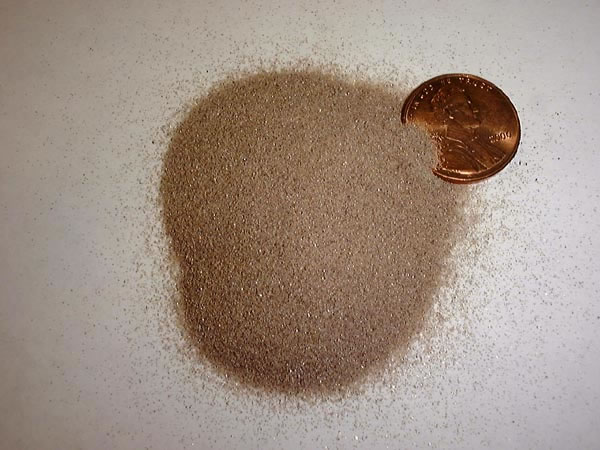
Tinh thể kích thước hạt cát của khoáng vật zircon

- Trên phương diện thương mại, zircon được khai thác để lấy kim loại zirconi, và được sử dụng cho mục đích làm chất mài mòn và cách điện.
- Nó là nguồn của zirconi oxit (ZrO2), một trong những vật liệu chịu lửa tốt nhất được biết.
- Những mẫu vật lớn được dùng như đá quý bởi vì tính chất phản xạ cao. (Chiết suất của zircon xấp xỉ 1,95; của kim cương là 2,4)
- Zircon là một trong những vật liệu quan trọng được các nhà địa chất ứng dụng trong lĩnh vực địa thời học.
- Zircon là một phần trong chỉ số ZTR để phân loại trầm tích bị phong hóa cao.

## Tồn tại

Xu hướng sản xuất khoáng vật zircon trên thế giới

Zircon là một khoáng vật phụ phổ biến để tìm thành phần khoáng sản trong phần lớn đá granit và đá mácma felsic. Dựa vào độ cứng, tính bền và tính trơ, zircon tồn tại lâu dài trong mỏ trầm tích và là thành phần phổ biến trong hầu hết các loại cát. Zircon rất hiếm có mặt trong đá mafic và cực kì hiếm bên trong đá siêu mafic. Bên cạnh đó, trong nhóm đá xâm nhập như kimberlit, carbonatit, và lamprophy, zircon thỉnh thoảng có thể được tìm thấy ở dạng khoáng vật vết dựa vào nguồn gốc magma bất thường của các loại đá này.
Zircon tập trung thành các tích tụ có giá trị kinh tế trong các mỏ quặng cát khoáng nặng, bên trong pegmatit, và bên trong một vài loại đá núi lửa kiềm hiếm, ví dụ như Toongi Trachyte, Dubbo, New South Wales Úc, khoáng vật zirconium – hafnium liên kết với khoáng vật seudialyt và armstrongit.

## Xác định tuổi đồng vị
Zircon đóng một vai trò quan trọng trong sự phát triển của kĩ thuật xác định tuổi đồng vị. Zircon chứa kim loại urani và thori (từ 10 ppm đến 1% khối lượng) và có thể dùng để định tuổi bởi công nghệ phân tích hiện đại. Bởi zircon có thể tồn tại qua các quá trình địa chất như rửa trôi, vận chuyển, thậm chí biến chất cấp độ cao, chúng có thể ghi lại các quá trình địa chất. Hiện tại, zircon được định tuổi bởi urani – chì (U- Pb), sự phân rã, và công nghệ U+Th/He.
Zircon vùng Jack Hills, ở Narryer Gneiss Terrane, Yilgarn Cration, Tây Úc, đã được định tuổi theo phương pháp U – Pb lên đến 4,404 tỉ năm, được giải đoán theo là tuổi lúc kết tinh, khiến chúng trở thành khoáng vật cổ nhất đã được định tuổi trên Trái Đất. Thêm vào đó, thành phần đồng vị oxy của một vài khoáng vật zircon này đã được giải đoán rằng 4,4 tỉ năm trước đã tồn tại nước trên bề mặt Trái Đất. Điều này được ủng hộ bởi những dữ liệu về nguyên tố vết, tuy nhiên đây vẫn là chủ đề tranh luận..

## Gallery

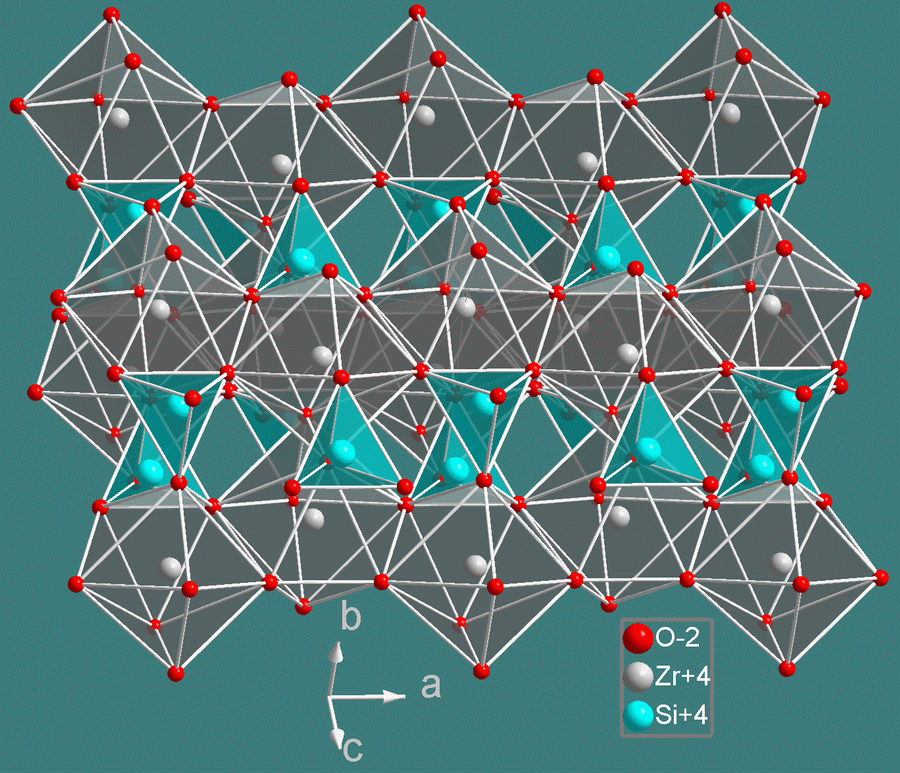
Cấu trúc tinh thể của zircon
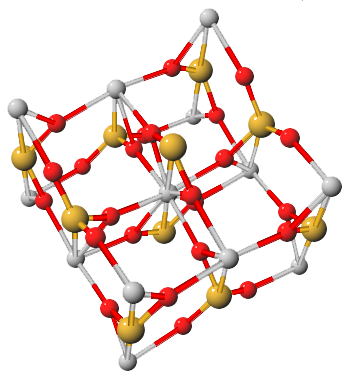
Ô đơn vị
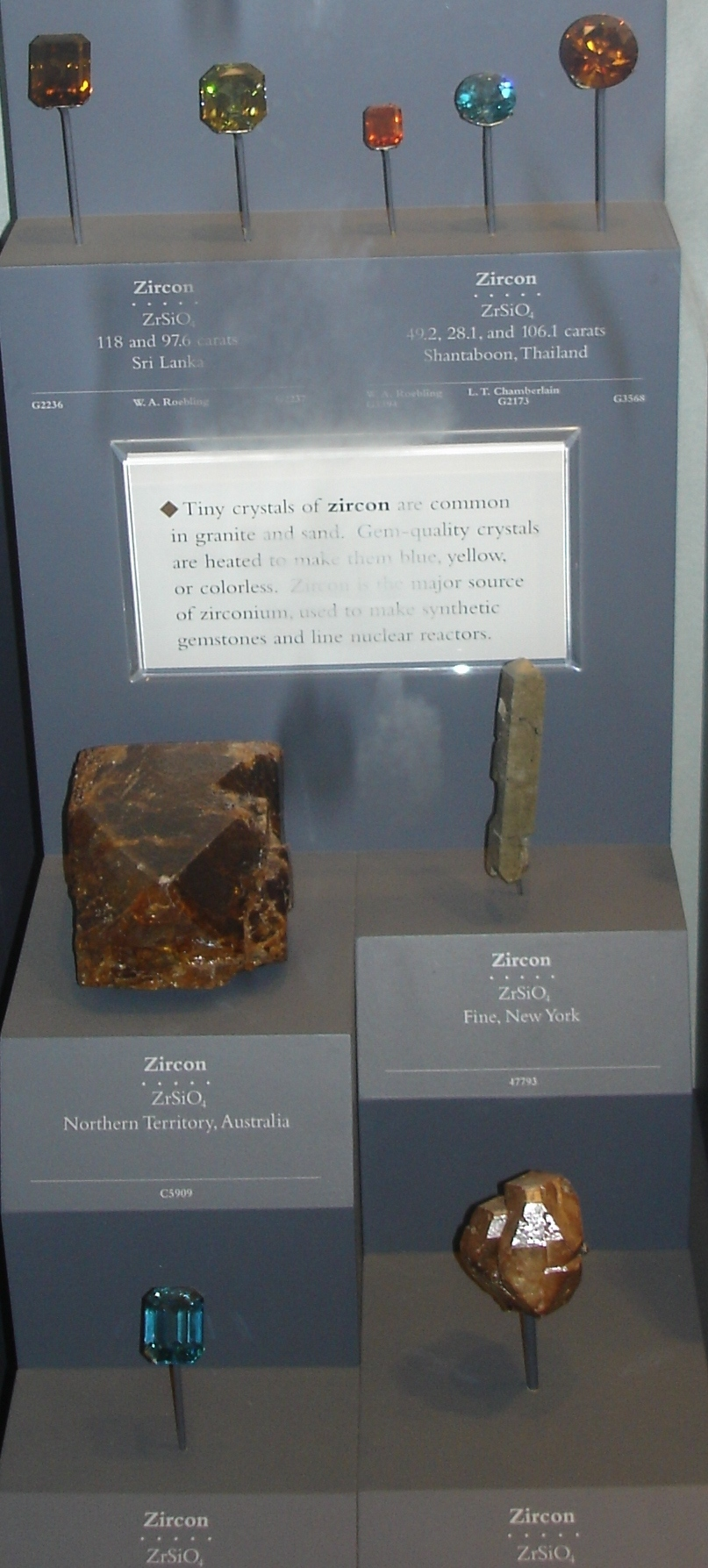
Bộ sưu tập zircon ở Bảo tàng Quốc gia về Lịch sử Tự nhiên
Mặt được đánh bóng của khoáng vật zircon cổ nhất được tìm thấy trên Trái ĐấtMặt được đánh bóng của khoáng vật zircon cổ nhất được tìm thấy trên Trái Đất[9]
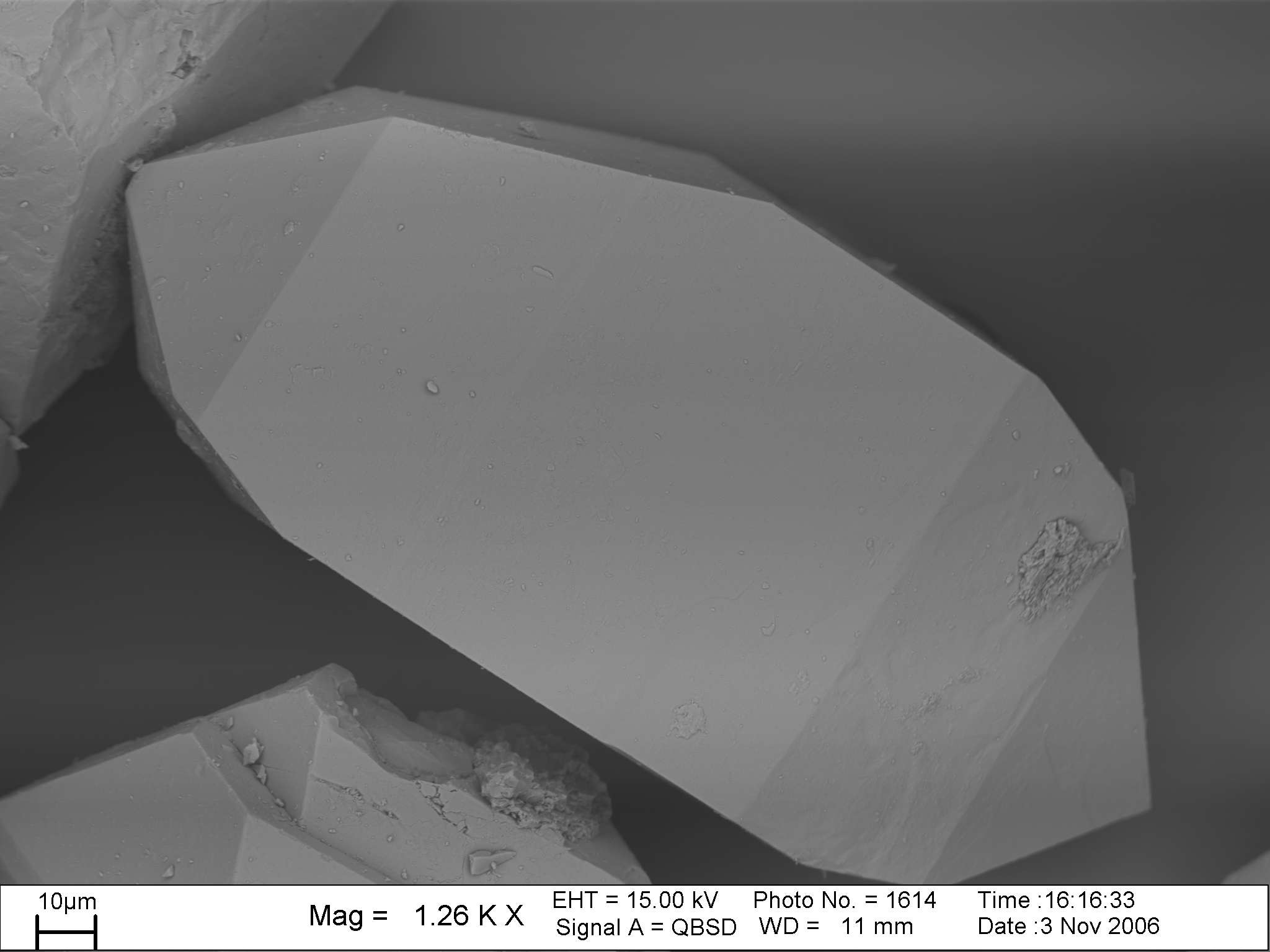
Hình ảnh SEM của zircon
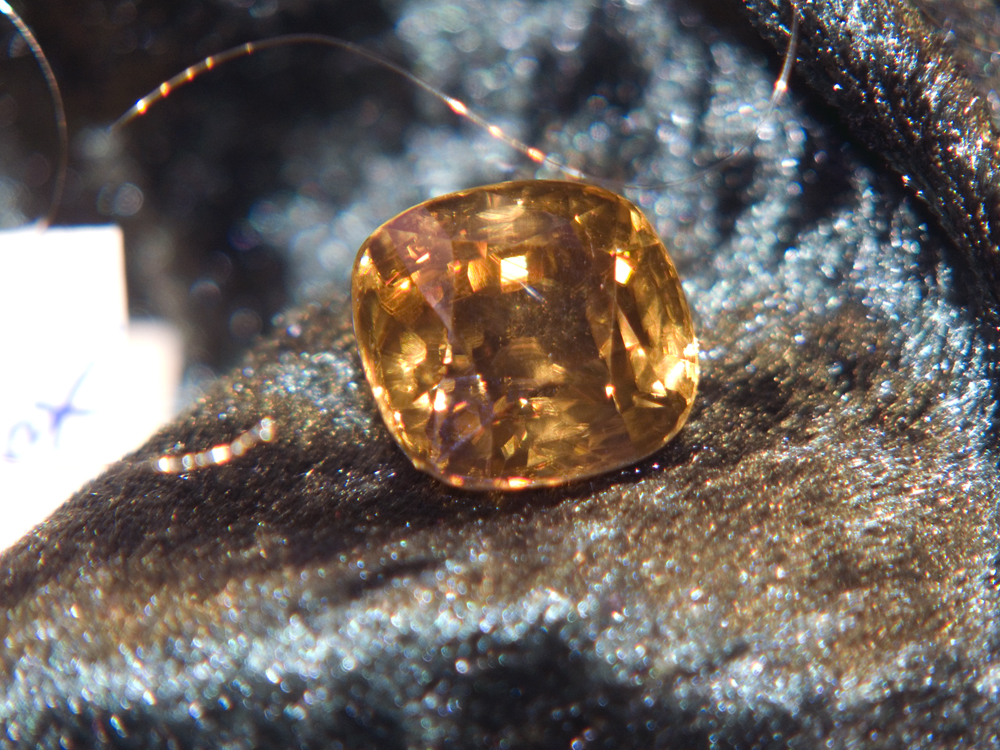
Tinh thể zircon đã được cắt

## Khoáng vật tương tự
Hafnon (HfSiO4), Xenotime (YPO4), Béhierite, Schiavinatoite ((Ta, Nb)BO4), Thorite, (ThSiO4), và Coffinite (USiO4) tất cả đều có cấu trúc tinh thể tương tự (VIIIX IVY O4) như Zircon.